# NRS Social Grade
Die NRS Social Grades waren ein in den 1960er Jahren von der britischen National Readership Survey entwickeltes Klassifikationsschema zur Gruppierung von Lesern. Seitdem entwickelte es sich in Großbritannien zu einem Standard bei soziodemographischen Untersuchungen und fand bis Mitte der 2010er Jahre vor allem bei Medienunternehmen, Verlagen und in der Werbebranche Anwendung bei der Analyse und genauen Ansprache von Zielgruppen (Audience Profiling und Audience Targeting). Die Social Grades waren ein Kriterium bei Entscheidungen über Marketingmaßnahmen.
Die Gradeinteilung basierte auf dem Beruf des Besserverdienenden (Chief Income Earner) des untersuchten Haushalts. Die Grade wurden oft in ABC1 und C2DE zusammengefasst, um die Mittelschicht (Middle Class) von der Arbeiterklasse (Working Class) zu trennen. Die ca. 1 bis 2 % der britischen Bevölkerung, die zur Upper Class gehören, wurden im Klassifikationsschema nicht berücksichtigt.
| Grad | Soziale Klasse                                          | Beruf bzw. Karrierelevel des Besserverdienenden des untersuchten Haushalts                                | Prozentsatz der britischen Bevölkerung (NRS 2016) |
| ---- | ------------------------------------------------------- | --- | ------------------------------------------------- |
| A    | Upper Middle Class                                      | Höhere Management-, Verwaltungs- oder Fachkraft                                                           | 4 %                                               |
| B    | Middle Class                                            | Mittlere Management-, Verwaltungs- oder Fachkraft                                                         | 23 %                                              |
| C1   | Lower Middle Class                                      | Untere Management-, Verwaltungs- oder Fachkraft                                                           | 28 %                                              |
| C2   | Skilled Working Class                                   | Ausgebildete Facharbeiter                                                                                 | 20 %                                              |
| D    | Working Class                                           | Halb- und ungelernte Arbeiter                                                                             | 15 %                                              |
| E    | Personen auf der niedrigsten Ebene des Lebensunterhalts | Geringverdiener, Rentner und andere Personen, die auf Unterstützung durch den Sozialstaat angewiesen sind | 10 %                                              |

Im April 2018 wurde die NRS aufgelöst und von der PAMCo ersetzt, welche Daten zur Leserschaft von 128 Nachrichten- und Zeitschriftenmarken liefert und bei Mediaagenturen mittlerweile häufiger verwendet wurde als Daten der NRS.